# Rita Ora
Rita Sahatçiu Ora (Priština, 26. studenoga 1990.), poznatija kao Rita Ora, britanska je pjevačica albanskog podrijetla, spisateljica tekstova i glumica iz Londona.

## Životopis
Ora se rodila se u Prištini 1990. godine. Zbog političke napetosti na Kosovu i u Jugoslaviji, s roditeljima se preselila u London, 1991. godine, kad je imala jednu godinu. Njen djed, Besim Sahatçiu, bio je kosovski kazališni i filmski redatelj.
Glazbenu karijeru započela je 2007. godine radeći s britanskim glazbenicima. Godine 2009., prijavila se na emisiju koja traži pjevača koji će nastupati za Ujedinjeno Kraljevstvo na Pjesmi Eurovizije, ali je ubrzo odustala od natjecanja. Nedugo nakon toga, potpisuje za američku diskografsku kuću, Roc Nation. Debitantski studijski album, Ora, objavila je 2012. godine. Album je debitirao na vrhu UK ljestvice albuma. Album je proizveo dva hit singla, "How We Do (Party)" i "R.I.P.", koji su također dosegli vrh UK ljestvice.
2018. godine, objavila je drugi studijski album, Phoenix, koji je proizveo četiri top 10 singlova na UK ljestvici.

## Diskografija
- Ora (2012.)
- Phoenix (2018.)

## Vanjske poveznice
- Službena stranica